# Clash of Champions 2019
Clash of Champions 2019 è stata la terza edizione dell'omonimo evento in pay-per-view prodotto annualmente dalla WWE. L'evento si è svolto il 15 settembre 2019 allo Spectrum Center di Charlotte (North Carolina).

## Storyline
Nella puntata di SmackDown del 20 agosto, durante il Moment of Bliss, Charlotte Flair ha avuto un confronto con la SmackDown Women's Champion Bayley, dove quest'ultima l'ha schiaffeggiata, annunciando di fatto il loro scontro a Clash of Champions per lo SmackDown Women's Championship.
Nella puntata di Raw del 26 agosto il team composto da Dolph Ziggler (appartenente al roster di SmackDown) e Robert Roode hanno vinto un Tag Team Turmoil match che comprendeva anche i Viking Raiders (Erik e Ivar), Luke Gallows e Karl Anderson, Curt Hawkins e Zack Ryder, i Lucha House Party (Gran Metalik e Lince Dorado), i Revival (Dash Wilder e Scott Dawson), il B-Team (Bo Dallas e Curtis Axel) (appartenenti al roster di SmackDown) e gli Heavy Machinery (Otis e Tucker) (appartenenti al roster di SmackDown), conquistando la possibilità di sfidare Braun Strowman e Seth Rollins per il Raw Tag Team Championship a Clash of Champions.
Nella puntata di Raw del 19 agosto Braun Strowman e Seth Rollins hanno sconfitto Luke Gallows e Karl Anderson conquistando il Raw Tag Team Championship. Nella successiva puntata di Raw del 26 agosto Strowman ha sfidato Rollins per l'Universal Championship a Clash of Champions sebbene entrambi fossero compagni di team.
L'11 agosto, a SummerSlam, il match tra Kofi Kingston e Randy Orton per il WWE Championship (di Kingston) è terminato in doppio count-out. Successivamente, è stata annunciata la rivincita tra i due per Clash of Champions con in palio il WWE Championship.
Nella puntata di 205 Live del 27 agosto Humberto Carrillo ha sconfitto Oney Lorcan diventando il nuovo contendente nº 1 al Cruiserweight Championship di Drew Gulak, ottenendo dunque un match per il titolo a Clash of Champions. Nella puntata di 205 Live del 3 settembre Carrillo è stato sconfitto da Lince Dorado e, in seguito, entrambi sono stati attaccati da Drew Gulak e Tony Nese. L'incontro di Clash of Champions è stato reso di conseguenza un Triple Threat match per il titolo dei pesi leggeri.
Il 31 agosto sono stati annunciati due incontri interbrand: nel primo, Shinsuke Nakamura (appartenente al roster di SmackDown) difenderà l'Intercontinental Championship contro The Miz (appartenente al roster di Raw), mentre nel secondo il New Day (Big E e Xavier Woods) difenderà lo SmackDown Tag Team Championship (appartenenti al roster di SmackDown) contro i Revival (Dash Wilder e Scott Dawson) (appartenenti al roster di Raw).
Nella puntata di Raw del 2 settembre la Raw Women's Champion Becky Lynch ha chiamato sul ring Sasha Banks, sfidandola di fatto per Clash of Champions, con la Banks che ha accettato, annunciando di fatto il loro scontro a Clash of Champions per il Raw Women's Championship.
Nella puntata di SmackDown del 30 luglio Roman Reigns era pronto per un annuncio sul ring ma è stato vittima di un attentato alla sua vita quando un'impalcatura ha rischiato di cadergli addosso. Inizialmente Reigns sospettò di Samoa Joe, ma Buddy Murphy ha rivelato di sapere chi fosse stato, ossia Rowan. La settimana dopo sono state mostrate delle immagini televisive che hanno dimostrato la colpevolezza di Rowan, e per questo è stato annunciato che i due si affronteranno a Clash of Champions in un No Disqualification match.
Nella puntata di Raw del 2 settembre le Fire & Desire (Mandy Rose e Sonya Deville) (appartenenti al roster di SmackDown) hanno sconfitto le Women's Tag Team Champions Alexa Bliss e Nikki Cross in un match non titolato. Successivamente, il 7 settembre, è stato annunciato che la Bliss e la Cross difenderanno il Women's Tag Team Championship contro la Rose e la Deville a Clash of Champions.
Nella puntata di Raw del 9 settembre Cedric Alexander ha sconfitto lo United States Champion AJ Styles per squalifica in un match non titolato a causa dell'intervento di Luke Gallows e Karl Anderson, e quella sera lo ha schienato durante un 10-man Tag Team match, in cui Alexander, Braun Strowman, Seth Rollins e i Viking Raiders (Erik e Ivar) hanno sconfitto Dolph Ziggler, Robert Roode e l'O.C. (AJ Styles, Luke Gallows e Karl Anderson). Un match tra Styles e Alexander per lo United States Championship è stato annunciato per Clash of Champions.

### Cancellazioni
Nella puntata di Raw del 12 agosto 2019 è stato annunciato che dalla successiva puntata del 19 agosto sarebbe tornato il torneo del King of the Ring, con l'annuncio dei sedici partecipanti, otto del roster di Raw (Baron Corbin, Cedric Alexander, Cesaro, Drew McIntyre, The Miz, Ricochet, Sami Zayn e Samoa Joe) e otto del roster di SmackDown (Ali, Andrade, Apollo Crews, Buddy Murphy, Chad Gable, Elias, Kevin Owens e Shelton Benjamin).
La finale, tra Baron Corbin e Chad Gable, era prevista per Clash of Champions ma è stata rinviata alla successiva puntata di Raw del 16 settembre 2019.

## Risultati
| #       | Match                                                                          | Stipulazioni                                              | Durata |
| ------- | ------------------------------------------------------------------------------ | --------------------------------------------------------- | ------ |
| Kickoff | Drew Gulak (c) ha sconfitto Humberto Carrillo e Lince Dorado                   | Triple threat match per il WWE Cruiserweight Championship | 10:05  |
| Kickoff | AJ Styles (c) ha sconfitto Cedric Alexander                                    | Single match per il WWE United States Championship        | 4:55   |
| 1       | Dolph Ziggler e Robert Roode hanno sconfitto Seth Rollins e Braun Strowman (c) | Tag team match per il WWE Raw Tag Team Championship       | 9:40   |
| 2       | Bayley (c) ha sconfitto Charlotte Flair                                        | Single match per il WWE SmackDown Women's Championship    | 3:45   |
| 3       | I Revival ha sconfitto il New Day (c) per sottomissione                        | Tag team match per il WWE SmackDown Tag Team Championship | 10:15  |
| 4       | Alexa Bliss & Nikki Cross (c) hanno sconfitto le Fire & Desire                 | Tag team match per il WWE Women's Tag Team Championship   | 9:05   |
| 5       | Shinsuke Nakamura (c) (con Sami Zayn) ha sconfitto The Miz                     | Single match per il WWE Intercontinental Championship     | 9:35   |
| 6       | Sasha Banks ha sconfitto Becky Lynch (c) per squalifica                        | Single match per il WWE Raw Women's Championship          | 20:00  |
| 7       | Kofi Kingston (c) ha sconfitto Randy Orton                                     | Single match per il WWE Championship                      | 20:50  |
| 8       | Rowan ha sconfitto Roman Reigns                                                | No-disqualification match                                 | 17:25  |
| 9       | Seth Rollins (c) ha sconfitto Braun Strowman                                   | Single match per il WWE Universal Championship            | 11:00  |